# Bibiana Candia

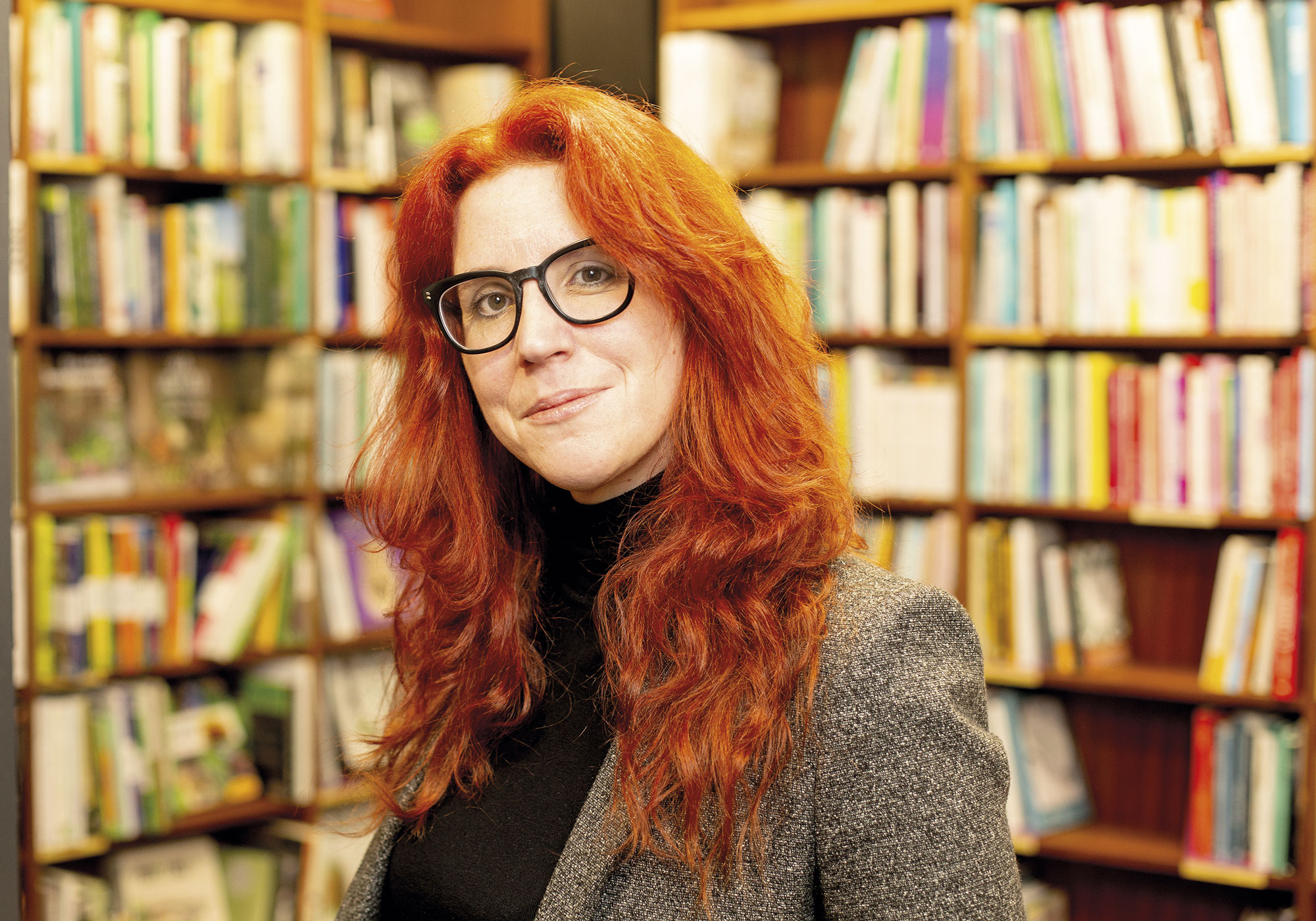
Bibiana Candia

Bibiana Candia (* 1977 in A Coruña, Galicien, Spanien) ist eine spanische Dichterin, Schriftstellerin und Journalistin. 

## Werdegang
Sie studierte Romanistik und arbeitete später an der Universität A Coruña. Zwischen 2011 und 2021 hat sie in Berlin gewohnt.

## Werk
Candia hat zwei Gedichtbände geschrieben, La rueda del hámster (Ediciones Torremozas) und Las trapecistas no tenemos novio (Ediciones Torremozas), den Erzählband El pie de Kafka (Ediciones Torremozas) sowie eine metaliterarische Reflexion mit dem Titel Fe de erratas (Ediciones Franz).
Candias Debütroman Azucre (2021) wurde von der Kulturredaktionen der Zeitung El Pais (Babelia) und El Mundo (El Cultural) gelobt. Der Roman erzählt die wahre Geschichte von 1700 jungen Galiciern, die Ende des 19. Jahrhunderts als Sklaven in der Zuckerrohrproduktion in Kuba arbeiten mussten. Der Roman wurde 2021 unter anderem ausgezeichnet mit dem Premio Nollegiu, dem V Premio de las Librerías de Navarra und dem Premio 35 Festival du Premier Roman du Chambèry.
Als Kulturjournalistin arbeitet Candia mit dem spanischen Kulturmagazin Jot Down, dem mexikanischen Letras Libres und The Objective. Sie wurde im Jahr 2020 mit dem XXVII Premio Carmen de Burgos für ihre feministische Verbreitung und im Jahr 2021 mit dem XLII Premio Internacional A Fundación de Periodismo Julio Camba ausgezeichnet.

## Bibliografie
- La rueda del hámster. Ediciones Torremozas, 2013
- El pie de Kafka. Ediciones Torremozas, 2015
- Las trapecistas no tenemos novio. Ediciones Torremozas, 2016
- Fe de erratas. Ediciones Franz, 2018
- Azucre. epitas de Calabaza, 2021

## Auszeichnungen
- Premio Nollegiu für das beste in Spanisch geschriebene Buch 2021
- V Premio de las Librerías de Navarra für das beste in Spanisch geschriebene Buch 2021
- Premio für das beste in Spanisch geschriebene Buch auf dem 35. Festival du Premier Roman du Chambèry
- XXVII Premio Carmen de Burgos
- XLII Premio Internacional A Fundación de Periodismo Julio Camba